# Mellrich
Mellrich – wieś i zarazem dzielnica gminy Anröchte w powiecie Soest, w kraju związkowym Nadrenia Północna-Westfalia, w rejencji Arnsberg.

## Demografia
Statystyki populacji w Mellrich 1939–2007:
| Rok  | Mieszkańcy |
| ---- | ---------- |
| 1939 | 525        |
| 1970 | 669        |
| 1980 | 728        |
| 1990 | 727        |
| 1999 | 760        |
| 2002 | 757        |
| 2004 | 767        |
| 2007 | 734        |

W 2008 roku w Mellrich mieszkało łącznie 382 mężczyzn i 352 kobiety. 566 mieszkańców wyznawało religię rzymsko-katolicką, 91 ewangelicką, a 77 wyznawało inną religię.
Według spisu ludności z końca 2024 roku, w Mellrich mieszkało 372 mieszkańców.

## Geografia
Mellrich obejmuje łączną powierzchnię 749 ha (7,49 km²). 381 ha to powierzchnia użytkowa rolniczo, 291 ha lasy, 4 ha powierzchnia wodna, 36 ha drogi i ścieżki, 29 ha budynki, a 8 ha to pozostałe obszary.

## Historia
Pierwsza udokumentowana wzmianka o wsi Mellrich pojawiła się w 1177 roku.

### Reorganizacja gmin
Do reorganizacji gmin w 1975 roku Mellrich było niezależną gminą w powiecie Anröchte. Obecnie Mellrich jest jedną z 10 wsi gminy Anröchte, utworzonej w 1975 roku.

## Polityka
Burmistrzem Mellrich jest Franz-Josef Grae (CDU/CSU).